# L'italiano (revue politique)
Pour les articles homonymes, voir L'italiano.
L'italiano, foglio letterario (en français : L'Italien, feuille littéraire) fut une revue rédigée presque exclusivement en italien et publiée entre mai et octobre 1836 à Paris sous la direction de Michele Accursi.

## Historique
Giuseppe Mazzini fut l'un de ses collaborateurs et y publia son essai, Filosofia della musica. Ce n'est que sous couvert de littérature, d'où son sous-titre destiné à contourner la censure française, que les mazziniens de Paris purent évoquer dans ses feuilles l'idéal national.
Il comportait un supplément gratuit, Il precursore.